# Love Generation
Pour l’article homonyme, voir Love Generation (chanson de Dream).
Singles de Bob Sinclar
Kiss My Eyes
(2003) World, Hold On (Children of the Sky)
Love Generation est un titre du DJ français Bob Sinclar, réalisée avec le chanteur jamaïcain Gary Pine et sorti sous le label Defected Records. 

## Historique
En janvier 2005, Bob Sinclar et Alain Wisniak se connaissent depuis quelques années, entre autres pour avoir travaillé ensemble sur The Beat Goes On. Ils se retrouvent tous deux en studio a New York pour réaliser plusieurs titres. Bob Sinclar est venu avec trois personnes pour les parties vocales, mais ça ne fonctionne pas. Par ses relations, Alain Wisniak trouve Gary Pine qui, à partir de quelques indications de Bob Sinclar, fini par créer une mélodie en une demi-heure avec le refrain « Be the Lost Generation » ; celui-ci est rapidement modifié en « Be the Love Generation » plus positif. Autour de Bob Sinclar, personne ne croit au titre, prétendu « injouable en club ». Mais dès le printemps, le titre est un succès et durant l'été, Pascal Nègre propose que le titre soit utilisé par TF1 : Love Generation sert de générique à l'émission française Star Academy, pour les saisons 5, 6, 7, 10, 11 et 12. 
Love Generation devient la chanson thème de toutes les publicités de LOTO MAX, loterie québécoise appartenant à Loto-Québec.

## Clip vidéo
Love Generation est le premier clip dans lequel apparait David Beaudoin. Il y joue le rôle d'un enfant qui part faire le tour des États-Unis à bicyclette au lieu d'aller à l'école. Il est réalisé par Denis Thybaud au format 16 mm. La trame du clip est directement inspirée de l'imbrication d'E.T., l'extra-terrestre et de Forrest Gump. Le tournage dure deux semaines dans différents États des États-Unis. 
Une version du clip est utilisée par la FIFA pour la Coupe du Monde 2006 en Allemagne.

## Liste des pistes
| No | Titre                                              | Durée |
| -- | -------------------------------------------------- | ----- |
| 1. | Love Generation (Radio Edit)                       | 3:27  |
| 2. | Love Generation (Club Mix)                         | 8:42  |
| 3. | Love Generation (Full Intention Mix)               | 7:16  |
| 4. | Love Generation (Full Intention Dub)               | 5:32  |
| 5. | Love Generation (Ron Carroll Black Church Feeling) | 8:46  |
| 6. | Love Generation (Kenny Dope Gutta Remix)           | 6:52  |

| 1. | Love Generation (Radio Edit)            | 3:27 |
| 2. | Love Generation (Extended Club Version) |      |

## Classements
| Classement (2006)                       | Meilleure position |
| --------------------------------------- | ------------------ |
| Australie (ARIA)                        | 1                  |
| Autriche (Ö3 Austria Top 40)            | 1                  |
| Belgique (Flandre Ultratop 50 Singles)  | 1                  |
| Belgique (Wallonie Ultratop 50 Singles) | 2                  |
| Tchéquie (IFPI Rádio)                   | 1                  |
| Danemark (Tracklisten)                  | 3                  |
| France (SNEP)                           | 3                  |
| Italie (FIMI)                           | 9                  |
| Pays-Bas (Single Top 100)               | 3                  |
| Nouvelle-Zélande (RMNZ)                 | 2                  |
| Norvège (VG-lista)                      | 13                 |
| Espagne (PROMUSICAE)                    | 6                  |
| Suède (Sverigetopplistan)               | 2                  |
| Suisse (Schweizer Hitparade)            | 2                  |
| États-Unis (Dance Club Songs)           | 1                  |

| Classement (2006)           | Position |
| --------------------------- | -------- |
| Allemagne Classement single | 1        |
| SuisseClassement single     | 3        |
| Monde Classement single     | 22       |

| Classement (2000–2009)      | Position |
| --------------------------- | -------- |
| Allemagne Classement single | 6        |